# Javier Frana
Javier Alberto Frana (ur. 25 grudnia 1966 w Rafaeli) – argentyński tenisista, reprezentant w Pucharze Davisa, zwycięzca French Open 1996 w grze mieszanej, brązowy medalista gry pojedynczej igrzysk olimpijskich w Barcelonie (1992).

## Kariera tenisowa
Jako zawodowy tenisista Frana występował w latach 1986–1997.
W grze pojedynczej awansował do 9 finałów rangi ATP World Tour, z których w 3 zwyciężył.
W grze podwójnej tenisista argentyński osiągnął 16 finałów ATP World Tour, z których 7 wygrał. W 1991 roku był uczestnikiem finału na Wimbledonie, w parze z Leonardem Lavalle. Spotkanie o tytuł para Frana–Lavalle przegrała z Johnem Fitzgeraldem i Andersem Järrydem.
W grze mieszanej tenisista argentyński zwyciężył w 1996 roku podczas French Open wspólnie z Patricią Tarabini. Pojedynek o tytuł zakończył się ich triumfem 6:2, 6:2 z Nicole Arendt i Lukiem Jensenem.
Przez całą karierę Frana reprezentował Argentynę w Pucharze Davisa. Rozegrał w turnieju łącznie 37 meczów, odnosząc 18 zwycięstw.
Frana 3 razy brał udział w igrzyskach olimpijskich, w 1988 roku w Seulu, w 1992 roku w Barcelonie i w 1996 roku w Atlancie. W Barcelonie wywalczył brązowy medal w grze podwójnej wspólnie z Christianem Miniussim. Mecz o udział w finale Argentyńczycy przegrali z Niemacmi Borisem Beckerem i Michaelem Stichem. Spotkania o brązowy medal wówczas nie rozgrywano.
W rankingu gry pojedynczej Frana najwyżej był na 30. miejscu (24 lipca 1995), a w klasyfikacji gry podwójnej na 14. pozycji (25 maja 1992).

### Finały w turniejach ATP World Tour
| Legenda                                      |
| -------------------------------------------- |
| Wielki Szlem                                 |
| Igrzyska olimpijskie                         |
| Tennis Masters Cup / ATP Finals              |
| ATP Masters Series / ATP Tour Masters 1000   |
| ATP International Series Gold / ATP Tour 500 |
| ATP International Series / ATP Tour 250      |

#### Gra pojedyncza (3–6)
| Końcowy wynik | Nr | Data                 | Turniej      | Nawierzchnia | Przeciwnik      | Wynik finału        |
| ------------- | -- | -------------------- | ------------ | ------------ | --------------- | ------------------- |
| Finalista     | 1. | 27 listopada 1988    | Itaparica    | Twarda       | Jaime Yzaga     | 6:7, 2:6            |
| Finalista     | 2. | 14 lipca 1991        | Newport      | Trawiasta    | Bryan Shelton   | 6:3, 4:6, 4:6       |
| Zwycięzca     | 1. | 27 października 1991 | Guarujá      | Twarda       | Markus Zoecke   | 2:6, 7:6(1), 6:3    |
| Finalista     | 3. | 11 lipca 1993        | Newport      | Trawiasta    | Greg Rusedski   | 5:7, 7:6(7), 6:7(5) |
| Zwycięzca     | 2. | 31 października 1993 | Santiago     | Ceglana      | Emilio Sánchez  | 7:5, 3:6, 6:3       |
| Finalista     | 4. | 13 listopada 1994    | Buenos Aires | Ceglana      | Àlex Corretja   | 3:6, 7:5, 6:7(5)    |
| Finalista     | 5. | 23 kwietnia 1995     | Bermudy      | Ceglana      | Mauricio Hadad  | 6:7(5), 6:3, 4:6    |
| Finalista     | 6. | 14 maja 1995         | Pinehurst    | Ceglana      | Thomas Enqvist  | 3:6, 6:3, 3:6       |
| Zwycięzca     | 3. | 25 czerwca 1995      | Nottingham   | Trawiasta    | Todd Woodbridge | 7:6(4), 6:3         |

#### Gra podwójna (7–9)
| Końcowy wynik | Nr | Data                 | Turniej           | Nawierzchnia    | Partner              | Przeciwnicy                       | Wynik finału       |
| ------------- | -- | -------------------- | ----------------- | --------------- | -------------------- | --------------------------------- | ------------------ |
| Finalista     | 1. | 27 września 1987     | Barcelona         | Ceglana         | Christian Miniussi   | Miloslav Mečíř Tomáš Šmíd         | 1:6, 2:6           |
| Finalista     | 2. | 31 stycznia 1988     | Guarujá           | Twarda          | Diego Pérez          | Ricardo Acuña Luke Jensen         | 1:6, 4:6           |
| Zwycięzca     | 1. | 22 maja 1988         | Florencja         | Ceglana         | Christian Miniussi   | Claudio Pistolesi Horst Skoff     | 7:6, 6:4           |
| Zwycięzca     | 2. | 11 lutego 1990       | Guarujá           | Twarda          | Gustavo Luza         | Luiz Mattar Cássio Motta          | 7:6, 7:6           |
| Finalista     | 3. | 7 lipca 1991         | Wimbledon, Londyn | Trawiasta       | Leonardo Lavalle     | John Fitzgerald Anders Järryd     | 3:6, 4:6, 7:6, 1:6 |
| Finalista     | 4. | 14 lipca 1991        | Newport           | Trawiasta       | Bruce Steel          | Gianluca Pozzi Brett Steven       | 4:6, 4:6           |
| Zwycięzca     | 3. | 4 sierpnia 1991      | Los Angeles       | Twarda          | Jim Pugh             | Glenn Michibata Brad Pearce       | 7:5, 2:6, 6:4      |
| Finalista     | 5. | 13 października 1991 | Tel Awiw-Jafa     | Twarda          | Leonardo Lavalle     | Michiel Schapers David Rikl       | 2:6, 7:6, 3:6      |
| Finalista     | 6. | 3 listopada 1991     | Búzios            | Twarda          | Leonardo Lavalle     | Sergio Casal Emilio Sánchez       | 6:4, 3:6, 4:6      |
| Finalista     | 7. | 24 maja 1992         | Bolonia           | Ceglana         | Javier Sánchez       | Luke Jensen Laurie Warder         | 4:6, 6:7           |
| Finalista     | 8. | 18 kwietnia 1993     | Charlotte         | Ceglana         | Leonardo Lavalle     | Trevor Kronemann Rikard Bergh     | 1:6, 2:6           |
| Zwycięzca     | 4. | 11 lipca 1993        | Newport           | Trawiasta       | Christo Van Rensburg | Byron Black Jim Pugh              | 4:6, 6:1, 7:6      |
| Zwycięzca     | 5. | 19 września 1993     | Bordeaux          | Twarda          | Pablo Albano         | David Adams Andriej Olchowski     | 7:6, 4:6, 6:3      |
| Finalista     | 9. | 7 listopada 1993     | São Paulo         | Ceglana         | Pablo Albano         | Sergio Casal Emilio Sánchez       | 6:4, 6:7, 4:6      |
| Zwycięzca     | 6. | 5 marca 1995         | Meksyk            | Twarda          | Leonardo Lavalle     | Marc-Kevin Goellner Diego Nargiso | 7:5, 6:3           |
| Zwycięzca     | 7. | 15 października 1995 | Ostrawa           | Dywanowa (hala) | Jonas Björkman       | Guy Forget Patrick Rafter         | 6:7, 6:4, 7:6      |

#### Gra mieszana (1–0)
| Końcowy wynik | Nr | Data            | Turniej            | Nawierzchnia | Partnerka         | Przeciwnicy               | Wynik finału |
| ------------- | -- | --------------- | ------------------ | ------------ | ----------------- | ------------------------- | ------------ |
| Zwycięzca     | 1. | 19 czerwca 1996 | French Open, Paryż | Ceglana      | Patricia Tarabini | Nicole Arendt Luke Jensen | 6:2, 6:2     |